# Thomas Gould
Thomas Gould   (Londres, 1983) és un violinista britànic i líder de Britten Sinfonia, així com antic líder de l'Orquestra Aurora. Gould és més conegut per la seva interpretació del repertori de música clàssica encara que també toca un violí elèctric de sis cordes i ha tocat jazz a Ronnie Scott's. Ha actuat al Royal Albert Hall, al Barbican Centre i al Royal Festival Hall de Londres, així com al Bridgewater Hall, al Manchester Arena, al Symphony Hall, a Birmingham i al National Indoor Arena.

## Biografia
Gould va néixer a Londres el 1983. Viu a Camden, Londres i és el germà petit, de quinze anys, de Clio Gould, violinista principal de la Royal Philharmonic Orchestra. Va estudiar amb György Pauk a la Royal Academy of Music des dels 16 anys. Atribueix a la seva germana la seva elecció de carrera, dient a The Daily Telegraph l'abril de 2011: "[…] va ser inspirador, però més d'una manera social que musical. Clio sempre portava a casa aquesta gent molt animada i interessant per assajar. Semblava una vida emocionant que portava, i jo volia fer alguna cosa semblant."

## Carrera
Gould adopta un enfocament eclèctic a la música, amb Fiona Maddocks que el descriu al diari dominical britànic The Observer com El 2009, amb 25 anys, va ser elegit Associat de la Royal Academy of Music.
El 2011, Gould va fer una gira amb l'Australian Chamber Orchestra com a solista i director convidat. El juny del mateix any, Decca Classics va publicar l'enregistrament amb l'Orquestra Aurora de Seeing is Beliving de Nico Muhly, on Gould tocava un violí elèctric de sis cordes fet per John Jordan; la gravació va ser votada com l'àlbum clàssic contemporani de l'any d'iTunes. El mateix mes va estrenar el Quartet d'oboès de Harrison Birtwistle.
El seu debut amb l'Orquestra Filharmònica de Los Angeles, el 2012, va ser dirigit per John Adams.
El febrer de 2013, Gould va fer un busk (tocar música o cantar en un lloc públic perquè la gent que hi sigui doni diners) a l'estació de metro de Westminster en un intent del London Evening Standard de recrear l'experiment de Joshua Bell per al The Washington Post de 2007.
El maig de 2013, Gould va parlar del seu enfocament musical amb Christopher Morely del Birmingham Post, dient:
| «               | "Va ser molt més tard quan vaig començar a aplicar aquest coneixement al violí, havent sempre pensat, erròniament, que el violí no era un instrument de jazz. .Ara estic en la posició de luxe de poder aixecar-me i tocar al Ronnie Scott's Jazz Club després de tocar un recital al Wigmore Hall. Però definitivament sóc un violinista clàssic abans que res. Crec que la meva interpretació clàssica s'ha beneficiat. de treballar massivament amb músics fora de la música clàssica. Si escrivia una llista de grans músics, he tingut la sort de treballar amb la llista inclouria Brad Mehldau i Radiohead, així com noms més esperats com Sir Mark Elder i Sir Colin Davis. Penseu que mentre em segueixi inspirant en altres gèneres, continuaré sent un violinista que creua gèneres." | » |
| — Thomas Gould, | |   |

Escrivint al diari britànic The Guardian el novembre de 2014, Gould va dir:
| «               | La meva pròpia carrera és una divisió bastant igual entre el treball en solitari i la direcció d'orquestra (amb Aurora i Britten Sinfonia), amb tant jazz i música de cambra com el temps ho permet. M'encanta l'equilibri. Toco pràcticament tot el repertori per a l'instrument, des dels trios de Beethoven fins a les simfonies de Mahler fins a l'enregistrament amb Radiohead. Contínuament toco nou repertori i treballo amb nous companys. Això és un privilegi enorme. De vegades pot significar sentir-se estressat per tenir múltiples projectes en marxa simultàniament, però vol dir que mai no us quedeu tan estancat de donar l'enèsima interpretació del mateix concert en una temporada. Fa que sigui molt més fàcil jugar d'una manera fresca, espontània i viva. Si, com a intèrpret, gaudeixes del que fas, el teu públic també ho farà. | » |
| — Thomas Gould, | |   |

Gould ha actuat com a solista i director amb Sinfonietta Riga, amb qui va gravar el Concert per a violí de Beethoven i The Lark Ascending (L'alosa Ascendent) de Ralph Vaughan Williams. A més de les seves actuacions clàssiques, va ser membre del quintet de swing "Man Overboard" fins al febrer de 2016 (es va retirar dient que estava massa ocupat amb la música clàssica, i va ser substituït per Fiona Monbet) i ha treballat amb Radiohead, Rufus Wainwright i Sigur Rós.

## Discografia seleccionada
- Seeing is Believing de Nico Muhly (amb Aurora Orchestra i Nicholas Collon). Decca Classics, juny de 2011, ASIN: B004P1YX3U
- Bach a Parker. Champs Hill, juliol de 2014, ASIN: B00LFX1J56
- Triplicity (amb Jim Rattigan i Liam Noble). Pavillon Records, octubre de 2014, ASIN: B00NBFARIG
- Variacions Goldberg (BWV 988) de J.S. Bach arr Dmitry Sitkovetsky (amb Britten Sinfonia). Harmonia Mundi, març de 2015, ASIN: B00R8BLKSA
- Live in Riga (amb Sinfonietta Riga). Edició Classics, 2015, ASIN: B00VEFZ4YM